# Alsineae
Tribu
Classification phylogénétique
Les Alsineae sont une tribu de plantes à fleurs dicotylédones de la famille des Caryophyllaceae.

## Taxonomie
La tribu des Alsineae est décrite en 1806 par les botanistes français Jean-Baptiste de Lamarck et suisse Augustin-Pyramus de Candolle,.
Son genre type est alors Alsine, aujourd'hui un synonyme de Stellaria, et son espèce type Alsine media, devenue Stellaria media.

## Liste des genres
Selon BioLib (21 juillet 2024) :
- Brachystemma D. Don
- Bufonia L.
- Cerastium L.
- Colobanthus Bartl.
- Holosteum L.
- Lepyrodiclis Fenzl
- Moenchia Ehrh.
- Myosoton Moench
- Plettkea Mattf.
- Pseudostellaria Pax
- Pycnophyllopsis Skottsb.
- Reicheella Pax
- Schiedea Cham. & Schltdl.
- Stellaria L.
- Thurya Boiss. & Balansa
- Thylacospermum Fenzl
- Wilhelmsia Rchb.